# ジュズサンゴ
ジュズサンゴ Rivinia humilis は以前はヤマゴボウ科とされていた植物の1つ。細長く伸びる穂に白い花を並べて着け、また果実が赤くなって美しい。日本では外来種として一部で定着している。

## 特徴
常緑性の多年生草本。茎は上の方で多数の分枝を出し、原産地では背丈が2～3mの低木状に育つ。茎の基部は木本のようになり、枝には溝があり、叉状に分枝する。葉は互生で、葉身は卵状披針形をしており、長さ3～8cm、幅2～4cmで先端は鋭く尖り、基部は鈍く尖る形となる。葉色は濃緑色で光沢があり、葉の縁は滑らかだが波打つ。葉柄は長さ1～3cm。ただし牧野原著(2017)では葉の大きさがかなり異なり、葉身の長さは15cm、幅9cm、葉柄の長さは1～11cmとあり、またつる性になることもある、としている。
花期は初夏で秋に果実が出来るのだが、周年にわたって開花結実する様子も見ることが出来る。花序は葉腋から出る総状花序で、多数の両性花を着ける。花序軸の長さは4～15cmで、個々の花の花柄の長さは2-8mmほど。花は径が3～4mmで、花弁はなく、4枚の萼片があり、淡緑色から淡桃色をしていて十字状に開く。雄しべは1輪で4本で萼より短い。雌しべは1枚の心皮からなる。子房は偏球形をしており、花柱は少し膝状に折れている。果実は液果で、球形で径が5mm、艶のある鮮紅色をしてる。種子はレンズ状をしていて長さ2～3mm。
学名の属名はライプツィヒの植物学教授のリヴィヌス (A. Q. Rivinus, 1652-1723) に因む。

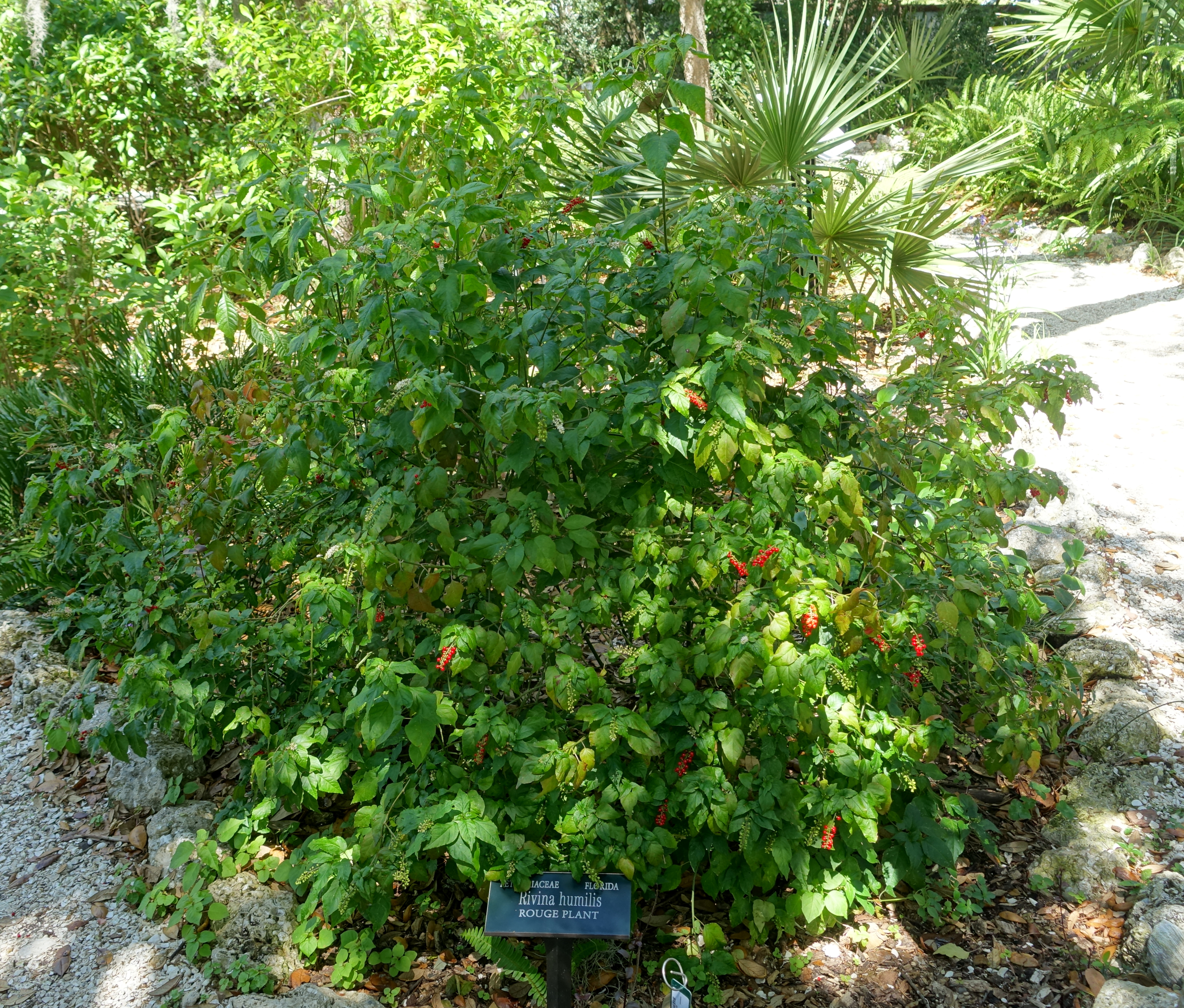
全体の姿
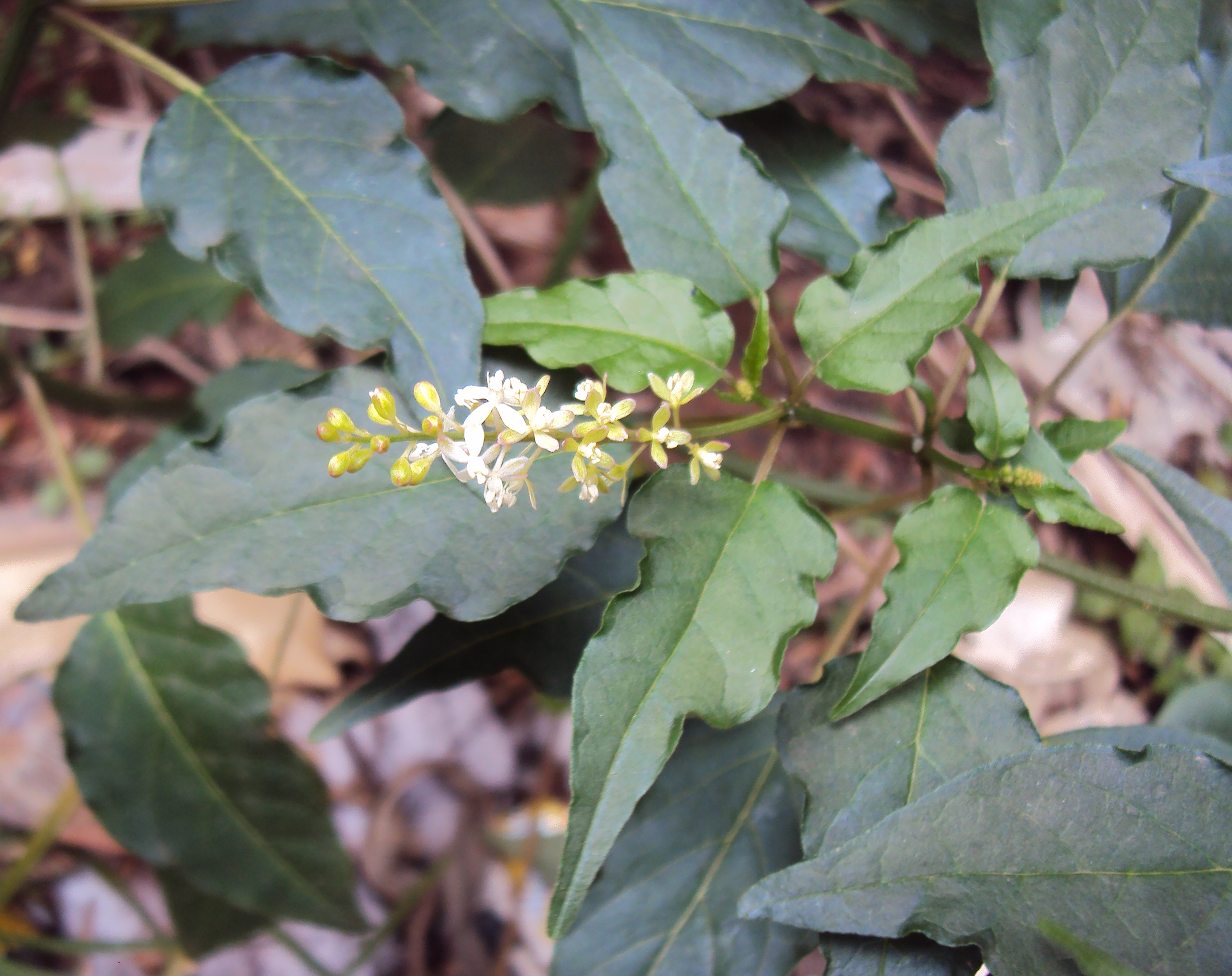
開花中の花序
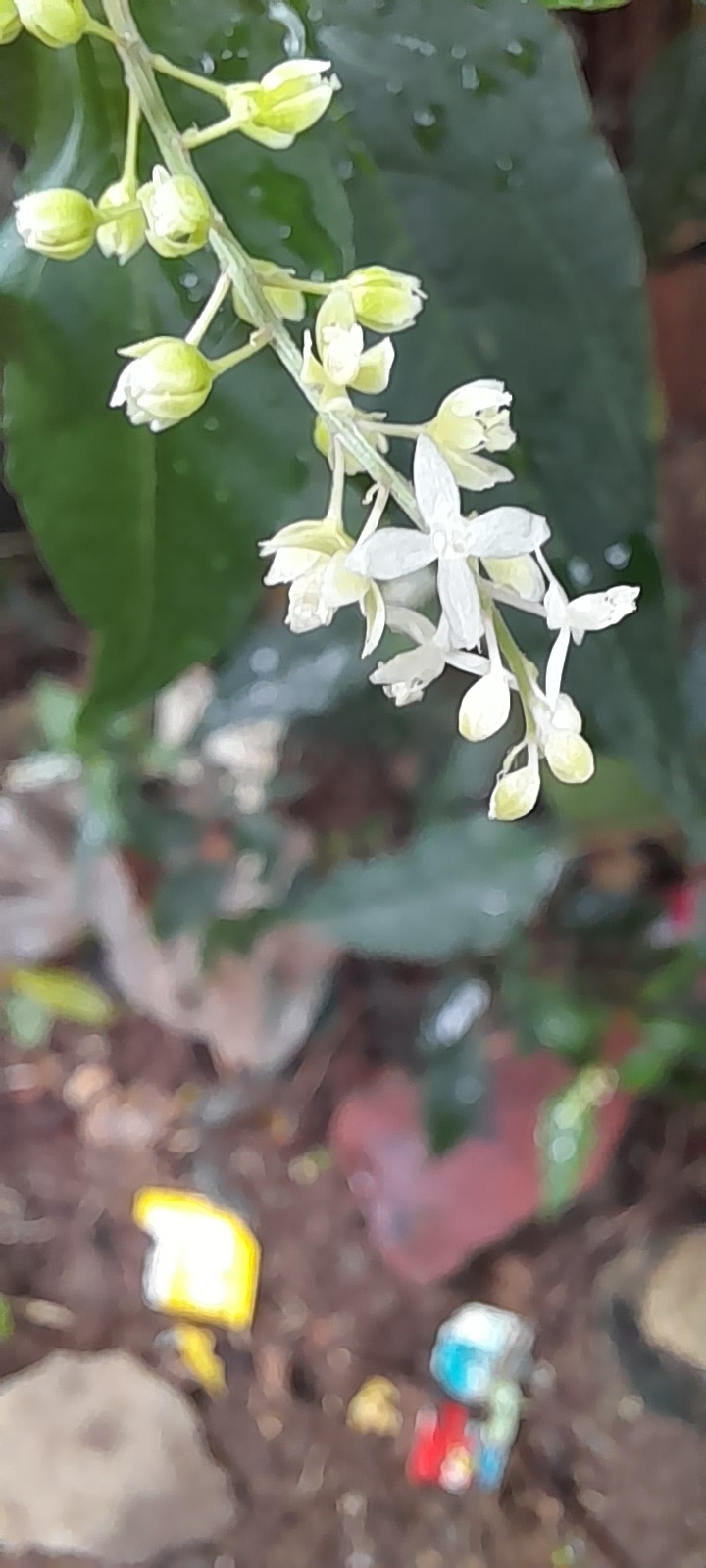
花の拡大像
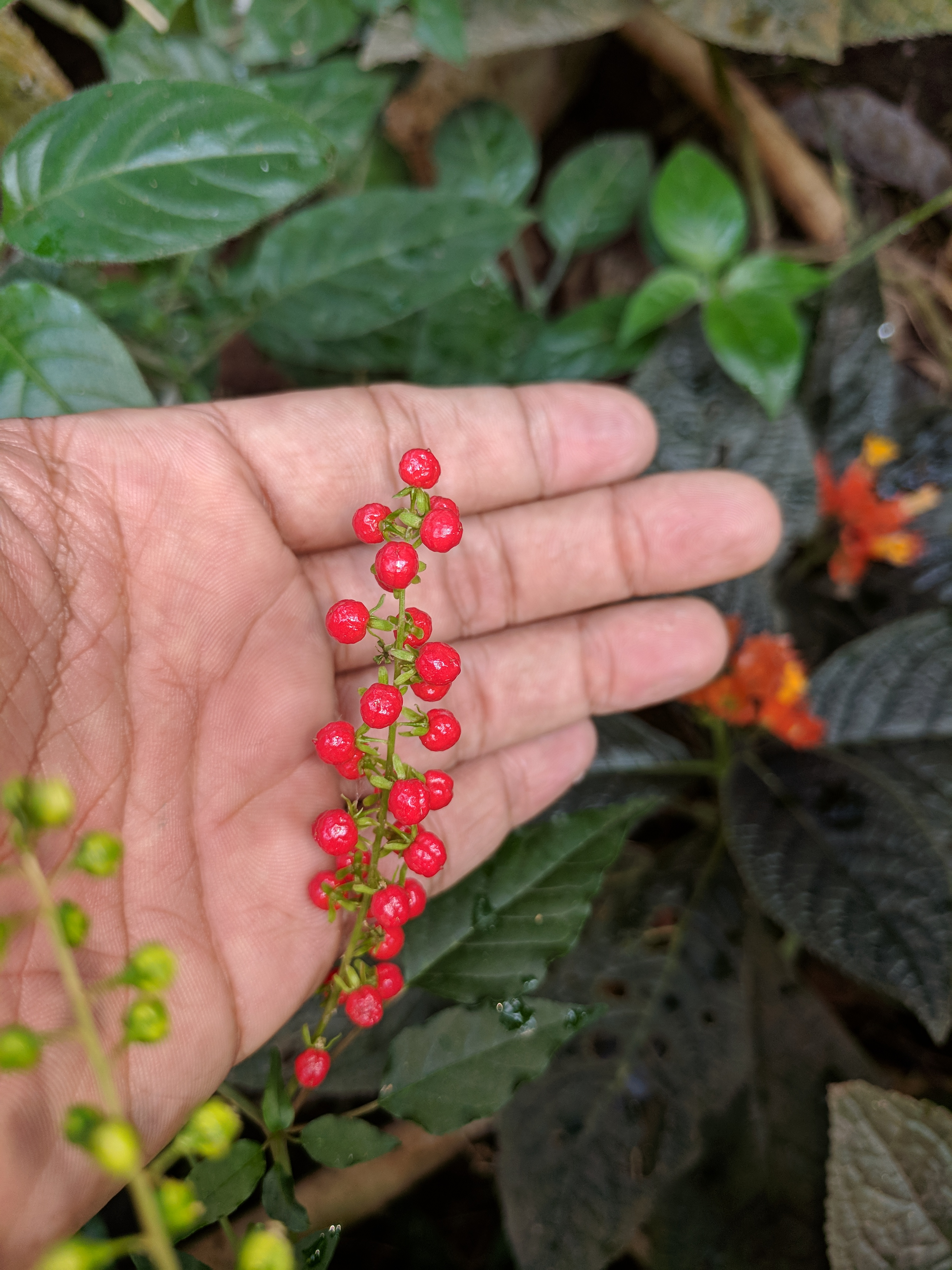
果実の実った花序

## 分布
南アメリカから北アメリカ南部が原産地で、世界各地に移入種として生育している。元々は北アメリカの南東部からフロリダ州にかけて分布していたもので、それが中央アメリカから南アメリカのアルゼンチンにまで広がり、更に観賞用に栽培していたものが世界各地に持ち出されて様々な場所で帰化しているものである。
日本では1906年頃に小笠原諸島の父島に輸入植物に混入して入り、後に母島と弟島にも侵入した。沖縄では本土復帰後に観賞用に導入したものが逸出して雑草化している。他に岡山県、宮崎県でも侵入がある。

## 生育の様子
原産地では主に拠水林、川沿いに成立する帯状の林に見られ、薄暗い場所、湿った場所を好み、岩の多い斜面になった痩せ地などに生育している。
果実は一房で50個ほど実り、落下した果実は良く発芽し、4～5ヶ月目には結実が始まる。またイソヒヨドリなどの鳥によっても種子散布が行われる。小笠原では人家跡や集落地周辺の畑地、日向のガレ地、湿気のある林内などに純群落を形成している。沖縄では庭園や道路沿いから海岸林の林縁、林内などに広がって生育が見られる。

## 分類など
ジュズサンゴ属は本種1種のみの単形属となっている。
ジュズサンゴ属は以前にはヤマゴボウ科ジュズサンゴ亜科とされ、これはAGPIIIまで維持されていたが、この群がむしろオシロイバナ科に近いものと判明したためにAGPIV体系では独立のジュズサンゴ科 Petiveriaceae とされた。この科には9属20種が含まれている。

## 利害
南アメリカのコロンビアでは染料用に栽培されている。果実の成分は染色力が強く、ワインやお菓子の染色、それに織物の染料としても使われる。
園芸方面では学名カナ読みのリヴィナ・フミリス等の名で呼ばれ、観賞用として流通している。
日本では外来種であり、在来種と競合することが危惧されている。